# Roxasella egregius
Roxasella egregius är en insektsart som beskrevs av Carl Stål 1864. Roxasella egregius ingår i släktet Roxasella och familjen dvärgstritar. Inga underarter finns listade i Catalogue of Life.